# Prasiolales
Prasiolales é uma ordem de algas verdes da classe Trebouxiophyceae.

## Taxonomia
A ordem inclui as seguintes famílias:
- Koliellaceae
- Prasiolaceae

Géneros com colocação em família incerta (em incertae sedis):
- Elliptochloris
- Prasionella
- Prasionema
- Rosenvingiellopsis